# Partido Socialista Popular
Partido Socialista Popular (PSP) fou un partit polític espanyol. Va ser fundat en ambients universitaris el 1968 amb el nom de Partido Socialista del Interior (PSI), adoptant el seu nom definitiu en 1974. El seu president era el professor universitari Enrique Tierno Galván. Es definia com a socialista i es va presentar a les eleccions Generals del 15 de juny de 1977 en coalició amb diverses formacions socialistes regionals com el Partit Socialista d'Andalusia (PSA) sota la denominació de Partit Socialista Popular - Unitat Socialista. Va obtenir 816.582 vots (4,46%) i 6 diputats. Al febrer de 1978 va decidir integrar-se en el Partit Socialista Obrer Espanyol, sent Enrique Tierno Galván escollit alcalde de Madrid pel PSOE l'any següent.

## Resultats electorals
| Any  | Vots    | %     | Escons  | Notes                               |
| ---- | ------- | ----- | ------- | ----------------------------------- |
| 1977 | 816.582 | 4,46% | 6 / 350 | Dins la coalició Unitat Socialista. |